# CSA T20 Challenge 2017/18
Die CSA T20 Challenge 2017/18 ist die 15. Saison der südafrikanischen Twenty20-Meisterschaft im Cricket und fand vom 10. November bis zum 16. Dezember 2017 statt. Dabei nahmen die sechs Franchises an dem Turnier teil, die auch im First-Class Cricket in Südafrika aktiv sind. Die Titans gewannen gegen die Dolphins das Finale.

## Franchises
Die folgenden Franchises nehmen an dem Wettbewerb teil:
| Franchise      | Provinzteams                | Heimstadion                          |
| -------------- | --------------------------- | ------------------------------------ |
| Cape Cobras    | Western Province, Boland    | Newlands Cricket Ground              |
| Knights        | Griqualand West, Free State | Mangaung Oval, De Beers Diamond Oval |
| Warriors       | Eastern Province, Border    | St George’s Park, Buffalo Park       |
| Highveld Lions | North West, Gauteng         | Wanderers Stadium, Senwes Park       |
| Titans         | Northerns, Easterns         | SuperSport Park                      |
| Dolphins       | KwaZulu-Natal               | Sahara Stadium Kingsmead             |

## Format
In der Gruppenphase spielt jedes Team gegen jedes. Der Gewinner bekommt 2 Punkte, bei Unentschieden 1 Punkt und bei Niederlage 0. Nach der Vorrunde zieht der Tabellenerste direkt in das Finale ein, der zweite und dritte Platz spielen in einem Halbfinale um den Einzug in das Finale.

## Gruppenphase
Tabelle
| Teams          | Sp. | S | N | U | R | NR | A | BP | Ded | Punkte | NRR    |
| -------------- | --- | - | - | - | - | -- | - | -- | --- | ------ | ------ |
| Titans         | 10  | 6 | 2 | 0 | 0 | 2  | 0 | 0  | 0   | 28     | +1.104 |
| Dolphins       | 10  | 3 | 2 | 0 | 0 | 5  | 0 | 0  | 0   | 22     | +1.224 |
| Cape Cobras    | 10  | 5 | 4 | 0 | 0 | 1  | 0 | 0  | 0   | 22     | −0.395 |
| Warriors       | 10  | 4 | 5 | 0 | 0 | 1  | 0 | 0  | 0   | 18     | −0.738 |
| Highveld Lions | 10  | 2 | 4 | 0 | 0 | 4  | 0 | 0  | 0   | 16     | 0.389  |
| Knights        | 10  | 2 | 5 | 0 | 0 | 3  | 0 | 0  | 0   | 14     | −0.322 |

| Qualifikation für die Play-Offs |
| ------------------------------- |

Matches
| 10. November Scorecard | Port Elizabeth | Warriors 153-9 (20)           | – | Knights 157-2 (18) |
|                        |                | Knights gewinnt mit 8 wickets |   |                    |

| 12. November Scorecard | Centurion | Dolphins 231-2 (20)                         | – | Cape Cobras 108-3 (10) |
|                        |           | Dolphins gewinnen mit 15 Runs (D/L-Methode) |   |                        |

| 12. November Scorecard | Centurion | Highveld Lions 127-6 (20)                   | – | Titans 140-2 (11.5) |
|                        |           | Titans gewinnen mit 8 Wickets (D/L-Methode) |   |                     |

| 15. November Scorecard | Kimberley | Titans 199-4 (20)           | – | Knights 161-7 (20) |
|                        |           | Titans gewinnen mit 38 Runs |   |                    |

| 17. November Scorecard | East London | Titans 172-4 (20)           | – | Warriors 111-10 (14.2) |
|                        |             | Titans gewinnen mit 61 Runs |   |                        |

| 17. November Scorecard | Durban | Dolphins  | – | Knights |
|                        |        | No Result |   |         |

| 17. November Scorecard | Johannesburg | Cape Cobras 169-6 (20)       | – | Highveld Lions 175-3 (18.5) |
|                        |              | Lions gewinnen mit 7 Wickets |   |                             |

| 19. November Scorecard | Potchefstroom | Dolphins 168-6 (20)          | – | Highveld Lions 170-4 (20) |
|                        |               | Lions gewinnen mit 6 Wickets |   |                           |

| 19. November Scorecard | Centurion | Cape Cobras 119-9 (20)        | – | Titans 10-3 (13.3) |
|                        |           | Titans gewinnen mit 7 Wickets |   |                    |

| 22. November Scorecard | Durban | Dolphins  | – | Warriors |
|                        |        | No Result |   |          |

| 24. November Scorecard | Paarl | Cape Cobras 145-7 (20)         | – | Highveld Lions 139-6 (20) |
|                        |       | Cape Cobras gewinnt mit 6 Runs |   |                           |

| 24. November Scorecard | Bloemfontein | Warriors 155-6 (20)           | – | Knights 156-6 (19.4) |
|                        |              | Knights gewinnt mit 4 Wickets |   |                      |

| 24. November Scorecard | Benoni | Titans    | – | Dolphins |
|                        |        | No Result |   |          |

| 26. November Scorecard | Kapstadt | Highveld Lions 182-3 (20)     | – | Warriors 183-6 (19) |
|                        |          | Warrior gewinnt mit 4 Wickets |   |                     |

| 26. November Scorecard | Kapstadt | Knights 159-5 (20)                | – | Cape Cobras 163-7 (19) |
|                        |          | Cape Cobras gewinnt mit 3 Wickets |   |                        |

| 29. November Scorecard | Paarl | Cape Cobras 159-4 (20)          | – | Warriors 149-8 (20) |
|                        |       | Cape Cobras gewinnt mit 10 Runs |   |                     |

| 29. November Scorecard | Johannesburg | Highveld Lions | – | Titans |
|                        |              | No Result      |   |        |

| 1. Dezember Scorecard | Durban | Dolphins 172-4 (20) | – | Cape Cobras 8-1 (2.1) |
|                       |        | No Result           |   |                       |

| 1. Dezember Scorecard | Bloemfontein | Knights 86-2 (13) | – | Highveld Lions |
|                       |              | No Result         |   |                |

| 1. Dezember Scorecard | Benoni | Titans 172-3 (20)                        | – | Warriors 116-9 (13) |
|                       |        | Titans gewinnt mit 56 Runs (D/L-Methode) |   |                     |

| 3. Dezember Scorecard | Port Elizabeth | Knights 133-7 (20)           | – | Titans 139-5 (19.5) |
|                       |                | Titans gewinnt mit 5 Wickets |   |                     |

| 3. Dezember Scorecard | Port Elizabeth | Warriors 153-8 (20)        | – | Dolphins 152-7 (20) |
|                       |                | Warriors gewinnt mit 1 Run |   |                     |

| 6. Dezember Scorecard | Durban | Dolphins (20) | – | Highveld Lions |
|                       |        | No Result     |   |                |

| 6. Dezember Scorecard | Kimberley | Cape Cobras 156-9 (20)         | – | Knights 151-9 (20) |
|                       |           | Cape Cobras gewinnt mit 5 Runs |   |                    |

| 8. Dezember Scorecard | Kapstadt | Titans 132-9 (20)                 | – | Cape Cobras 133-7 (19.5) |
|                       |          | Cape Cobras gewinnt mit 3 Wickets |   |                          |

| 8. Dezember Scorecard | Bloemfontein | Knights 168-4 (17)             | – | Cape Cobras 169-4 (16.3) |
|                       |              | Dolphins gewinnt mit 6 Wickets |   |                          |

| 8. Dezember Scorecard | Potchefstroom | Warriors 133-4 (20)                       | – | Highveld Lions 92-7 (10) |
|                       |               | Warriors gewinnt mit 4 Runs (D/L-Methode) |   |                          |

| 10. Dezember Scorecard | East London | Warriors 168-5 (20)          | – | Cape Cobras 150-6 (20) |
|                        |             | Warriors gewinnt mit 18 Runs |   |                        |

| 10. Dezember Scorecard | Durban | Dolphins 168-7 (20)          | – | Titans 79-10 (19.4) |
|                        |        | Dolphins gewinnt mit 89 Runs |   |                     |

| 10. Dezember Scorecard | Johannesburg | Highveld Lions 3-0 (1) | – | Knights |
|                        |              | No Result              |   |         |

## Playoffs

### Halbfinale
| 13. Dezember Scorecard | Centurion | Warriors 143-10 (20)         | – | Titans 145-2 (15.2) |
|                        |           | Titans gewinnt mit 8 Wickets |   |                     |

| 14. Dezember Scorecard | Durban | Dolphins  | – | Cape Cobras |
|                        |        | No Result |   |             |

Dolphins qualifizierten sich für das Finale, da sie in der Tabelle einen Punkt vor den Cape Cobras lagen.

### Finale
| 16. Dezember Scorecard | Centurion | Dolphins 100-10 (18.3)       | – | Titans 101-3 (11.1) |
|                        |           | Titans gewinnt mit 7 Wickets |   |                     |